# Coordination européenne Via Campesina
Coordination européenne Via Campesina (skr. ECVC) – europejska federacja rolników zrzeszająca krajowe i regionalne organizacje rolnicze, pracowników rolnych i wiejskich. Reprezentuje przede wszystkim drobnych i średnich chłopów. Jest częścią globalnej organizacji La Via Campesina.
Federacja, powstała 4 grudnia 1986 w Madrycie, zrzesza 31 organizacji członkowskich z 21 krajów europejskich. Początkowo działała jako Coordination Paysanne Européenne (CPE). Promuje trzy główne koncepcje: suwerenności żywnościowej, agroekologii i praw rolniczych. Ruch tworzą rolnicy i organizacje pracowników rolnych. Dążą oni do wprowadzenia zmian systemowych, które mają ulepszyć europejski model rolnictwa i zapewnić rolnikom możliwości żywienia ludności zdrową żywnością lokalną, zapewniając rolnikom pracę w godnych warunkach. Federacja kładzie nacisk na tezę, w myśl której w Europie brak jest instytucjonalnego wsparcia dla rolnictwa rodzinnego, co powoduje stopniowy zanik gospodarstw.
Promując suwerenność żywnościową ruch sprzeciwia się polityce neoliberalnej, protestuje przeciw oddawaniu produkcji i dystrybucji żywności mechanizmom wolnorynkowym oraz międzynarodowym korporacjom. Aby osiągnąć zrównoważoną produkcję żywności, jest za odbudowaniem suwerenności żywnościowej Europy w drodze pójścia m.in. w stronę agroekologii. Wizja ta jest zakorzeniona w tradycyjnych procesach edukacji międzypokoleniowej. Federacja z ekonomicznego punktu widzenia promuje gospodarkę korzystną dla społeczności: solidarność, obieg zamknięty, produkcję regionalną i dbałość o ekologię. Działalność rolnicza winna zatem respektować ograniczenia wyznaczone przez środowisko i kierować się lokalnymi warunkami oraz potrzebami, a nie interesami międzynarodowego kapitału oraz wzrostu za wszelką cenę. Z politycznego punktu widzenia priorytetowe dla organizacji są prawa małych i średnich producentów żywności.
ECVC wychodzi z założenia, że chłopi wraz z rodzinami i inni pracownicy wiejscy stają obecnie w obliczu systematycznego łamania swoich praw na poziomie globalnym, w tym również w całej Europie. W wielu przypadkach sytuację tych grup pogarszają krajowe polityki rolne, faworyzujące małe elitarne grupy dzierżące władzę i zasoby.
W 2008 roku organizacje wchodzące w skład CPE połączyły się z COAG (organizacją rolników i właścicieli zwierząt gospodarskich z Hiszpanii), a także innymi organizacjami wiejskimi, tworząc obecną federację.